# Hernstein
Hernstein (alte Schreibung vereinzelt auch Herrnstein, früher auch Hörnstein) ist eine Marktgemeinde mit 1571 Einwohnern (Stand 1. Jänner 2025) in Niederösterreich und liegt ca. 50 km südlich von Wien im Bezirk Baden.

## Geographie
Hernstein liegt am Nordostrand der Gutensteiner Alpen am Übergang zum Wiener Becken. Der Großteil des Gemeindegebiets entwässert über den Veitsauer Bach nach Norden, der in Berndorf in die Triesting mündet. Dabei handelt es sich um drei Becken: im Südosten die vom Augraben durchflossene Mulde des Hauptorts Hernstein, im Nordwesten das Grillenberger Becken (die beiden sind durch eine Engstelle beim Buchriegel voneinander getrennt) sowie das Kleinfelder Becken im Nordosten. Das Plateau von Aigen leitet nach Osten hinüber zum Tal nach Lindabrunn, im Nordosten entwässert ein kleiner Bereich von Kleinfeld zum Jaulinggraben und weiter direkt in die Triesting. Der Südosten wird vom Höhenzug Auf dem Hart gegen Markt Piesting eingerahmt, wobei ein kleiner Gemeindeteil (Weierfelder) über die Wasserscheide zur Piesting ragt und den südlichsten Punkt des Bezirks Baden darstellt.
Ins Grillenberger Becken münden von Westen die Pöllau, der Große Geyergraben, das Grillenbergtal und der Zobelgraben.
Die höchsten Erhebungen liegen im Westen des Gemeindegebiets: Die Hohe Mandling (967 m ü. A.), deren Gipfel jedoch bereits vollständig zu Pernitz gehört, der Große Rosenkogel (841 m ü. A.) und Kleine Rosenkogel (766 m ü. A.) sowie die Hammerlleiten (von Westen Hinterleiten genannt, 788 m ü. A.). Im Nordwesten reicht das Gemeindegebiet bis knapp unter den Gipfel des Waxenecks (796 m ü. A.), wo auch die Hallourhöhle liegt. Der tiefstgelegene Punkt der Gemeinde ist die Mündung des Augrabens in den Veitsauer Bach in Grillenberg.

### Gemeindegliederung
Das Gemeindegebiet umfasst folgende sieben Ortschaften (in Klammern Einwohnerzahl Stand 1. Jänner 2025):
- Aigen (357)
- Alkersdorf (61)
- Grillenberg (419)
- Hernstein (481)
- Kleinfeld (46)
- Neusiedl (180)
- Pöllau (27)

Die Gemeinde besteht aus den Katastralgemeinden Grillenberg, Hernstein, Kleinfeld, Neusiedl bei Grillenberg, Pöllau, Steinhof und Veitsau.

### Nachbargemeinden
|         | Pottenstein                                 | Berndorf             |
| Pernitz | Kompassrose, die auf Nachbargemeinden zeigt | Enzesfeld-Lindabrunn |
| Waldegg | Markt Piesting, Wöllersdorf-Steinabrückl    | Matzendorf-Hölles    |

## Geschichte
Hernstein geht auf eine Herrschaftsbildung der bayerischen Grafen von Falkenstein und Neuburg zurück. Im Jahre 1125 wurde der Falkensteiner Reginold als Genannter de Harrandistein dokumentiert.
Beim Untergang des Falkensteiner Geschlechts in der Mitte des 13. Jahrhunderts fiel Hernstein an das Hochstift Freising.
In der frühen Neuzeit wechselten häufig die Herrschaftsverhältnisse in Hernstein.
Laut Adressbuch von Österreich waren im Jahr 1938 in der Ortsgemeinde Hernstein ein Bäcker, ein Brunnenbauer, ein Fleischer, eine Friseurin, zwei Gastwirte, drei Gemischtwarenhändler, zwei Holzhändler, ein Kaffeesurrogat-Erzeuger, ein Kanditenhändler, eine landwirtschaftliche Genossenschaft, zwei Schuster, zwei Trafikanten, ein Tischler, ein Zimmermeister und einige Landwirte ansässig.
Am 19. Mai 1994 wurde Hernstein zur Marktgemeinde erhoben.

Hernstein/Hörnstein (Mitte links) und Umgebung um 1873 (Aufnahmeblatt der Landesaufnahme)

### Bevölkerungsentwicklung
| Hernstein: Einwohnerzahlen von 1869 bis 2025        | Hernstein: Einwohnerzahlen von 1869 bis 2025 | Hernstein: Einwohnerzahlen von 1869 bis 2025 | Hernstein: Einwohnerzahlen von 1869 bis 2025 | Hernstein: Einwohnerzahlen von 1869 bis 2025 |
| --------------------------------------------------- | -------------------------------------------- | -------------------------------------------- | -------------------------------------------- | -------------------------------------------- |
| Jahr                                                |                                              |                                              |                                              | Einwohner                                    |
| 1869                                                | 1869                                         |                                              | 1.328                                        | 1.328                                        |
| 1880                                                | 1880                                         |                                              | 1.362                                        | 1.362                                        |
| 1890                                                | 1890                                         |                                              | 1.556                                        | 1.556                                        |
| 1900                                                | 1900                                         |                                              | 1.520                                        | 1.520                                        |
| 1910                                                | 1910                                         |                                              | 1.820                                        | 1.820                                        |
| 1923                                                | 1923                                         |                                              | 1.757                                        | 1.757                                        |
| 1934                                                | 1934                                         |                                              | 1.464                                        | 1.464                                        |
| 1939                                                | 1939                                         |                                              | 1.471                                        | 1.471                                        |
| 1951                                                | 1951                                         |                                              | 1.236                                        | 1.236                                        |
| 1961                                                | 1961                                         |                                              | 1.133                                        | 1.133                                        |
| 1971                                                | 1971                                         |                                              | 1.097                                        | 1.097                                        |
| 1981                                                | 1981                                         |                                              | 1.191                                        | 1.191                                        |
| 1991                                                | 1991                                         |                                              | 1.305                                        | 1.305                                        |
| 2001                                                | 2001                                         |                                              | 1.421                                        | 1.421                                        |
| 2011                                                | 2011                                         |                                              | 1.495                                        | 1.495                                        |
| 2021                                                | 2021                                         |                                              | 1.558                                        | 1.558                                        |
| 2025                                                | 2025                                         |                                              | 1.571                                        | 1.571                                        |
| Quelle(n): Statistik Austria, Gebietsstand 1.1.2021 |                                              |                                              |                                              |                                              |

## Kultur und Sehenswürdigkeiten
- Burgruine Hernstein

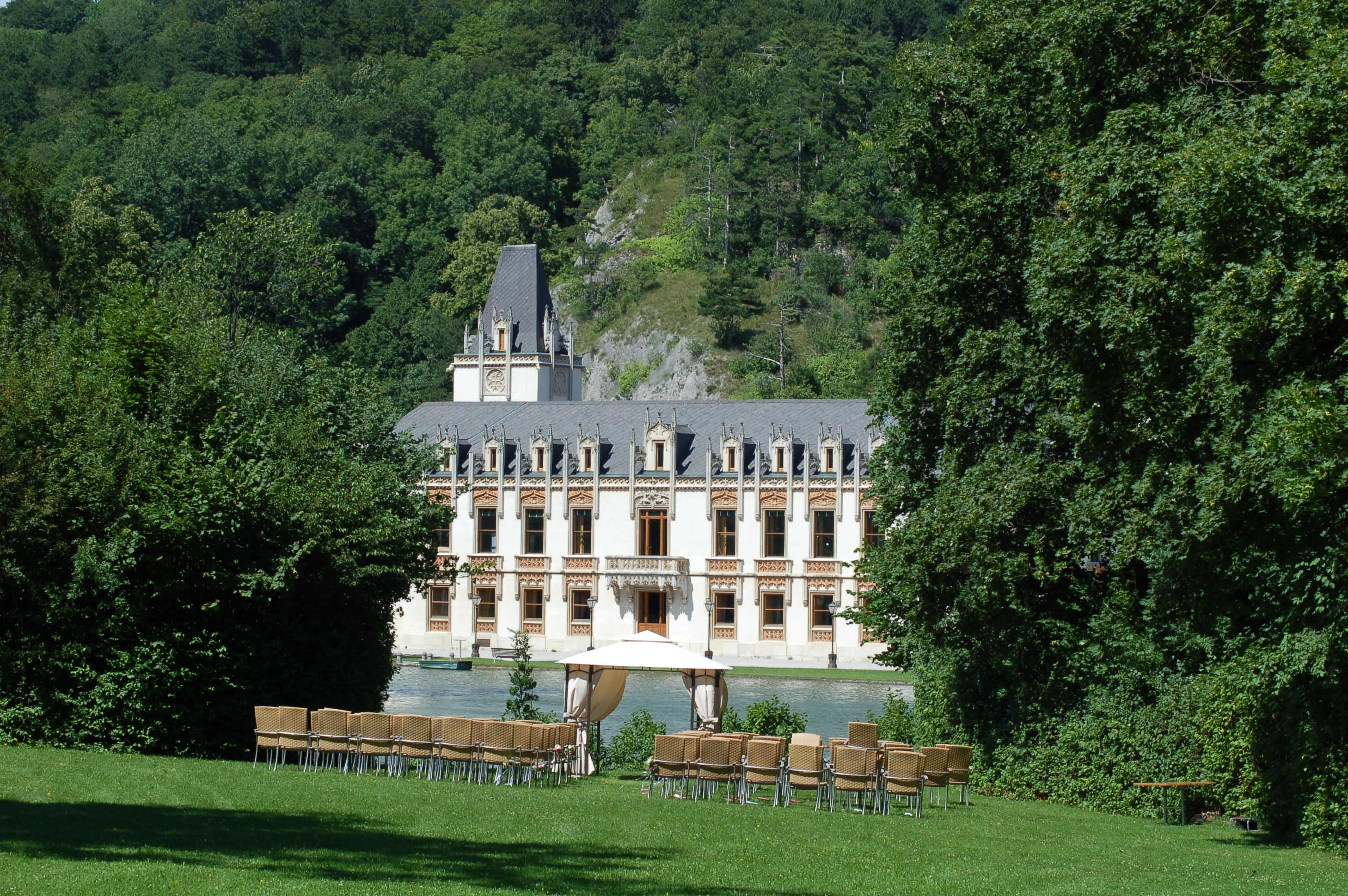
Schloss Hernstein

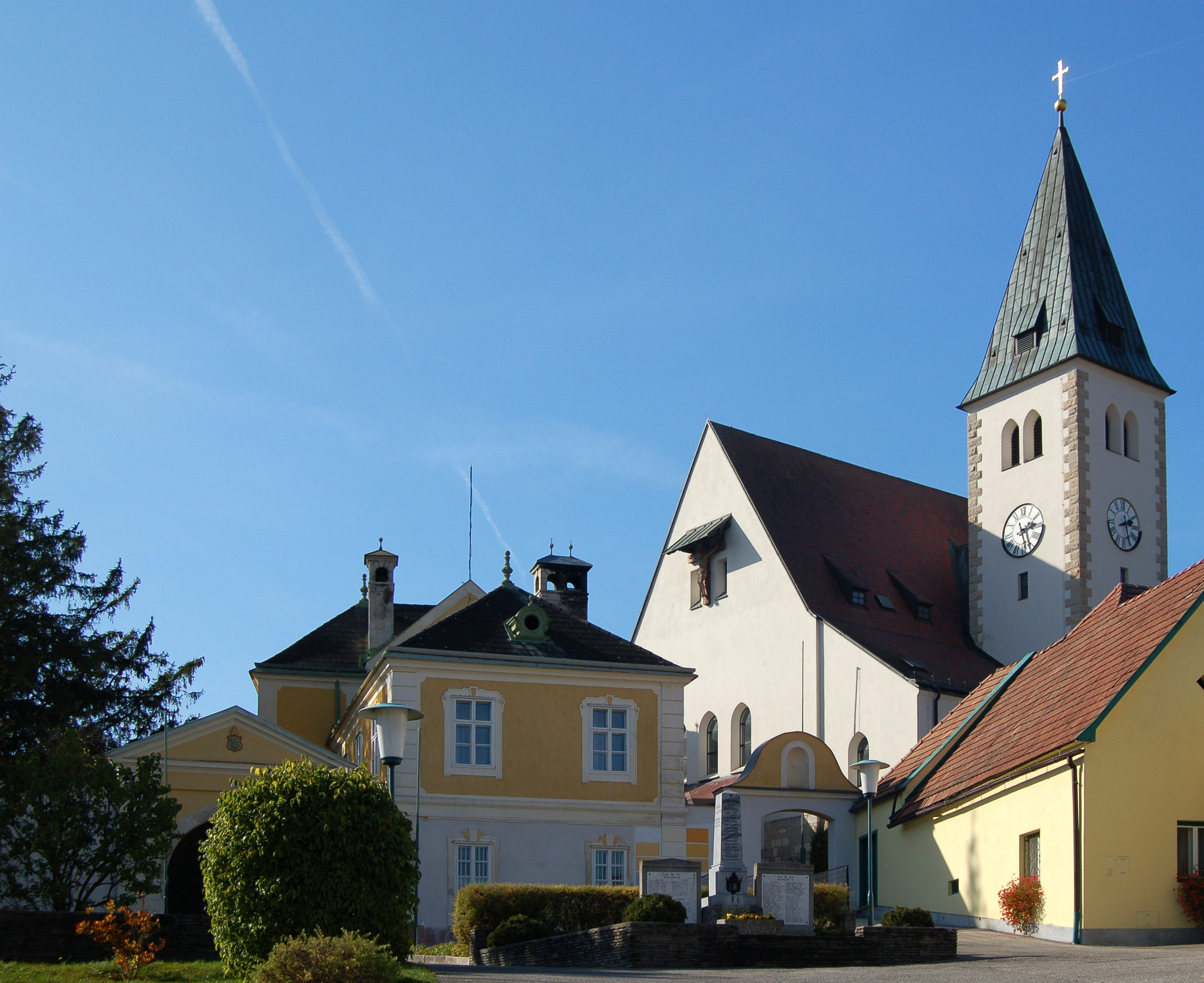
Pfarrkirche Grillenberg

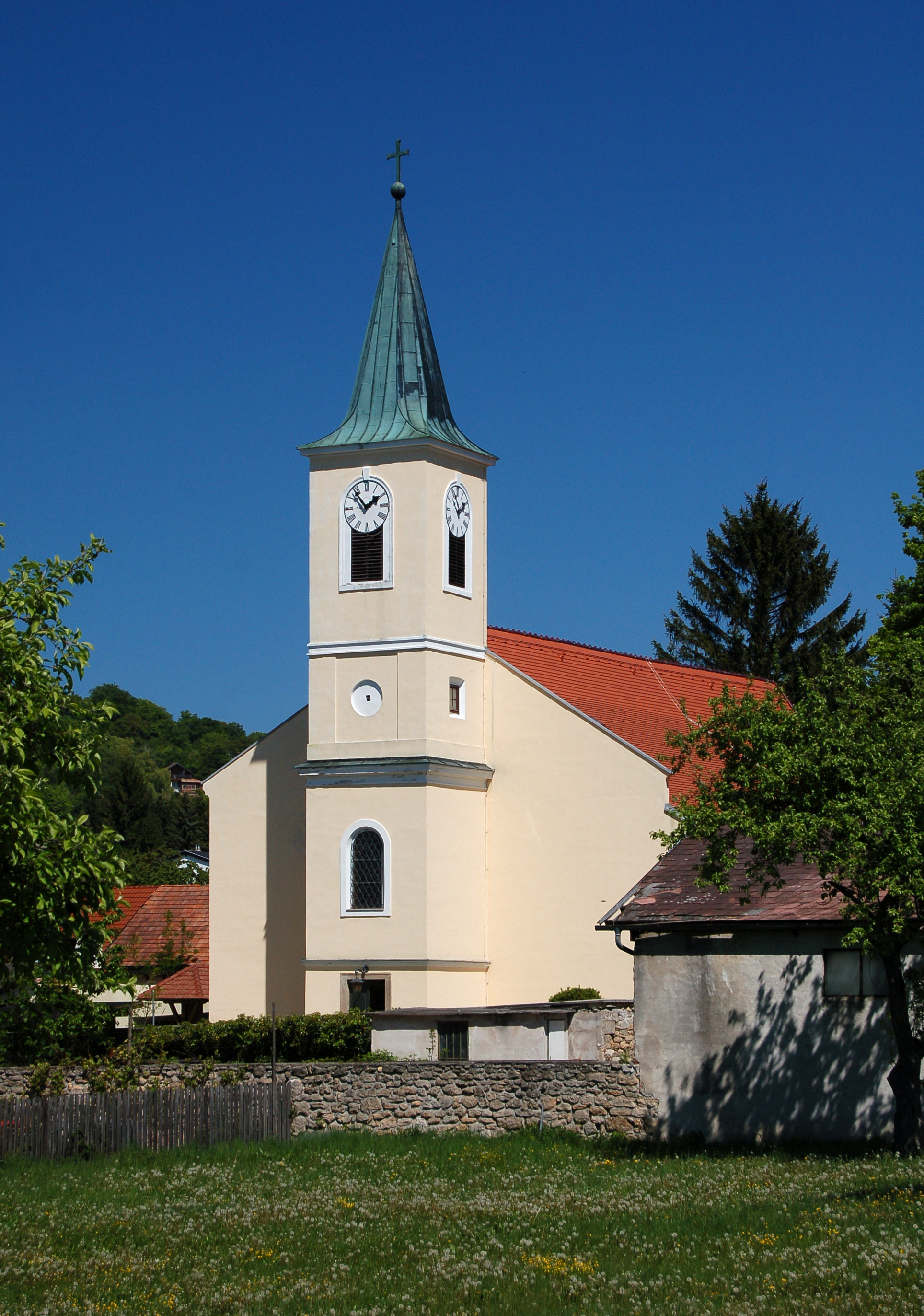
Pfarrkirche Hernstein

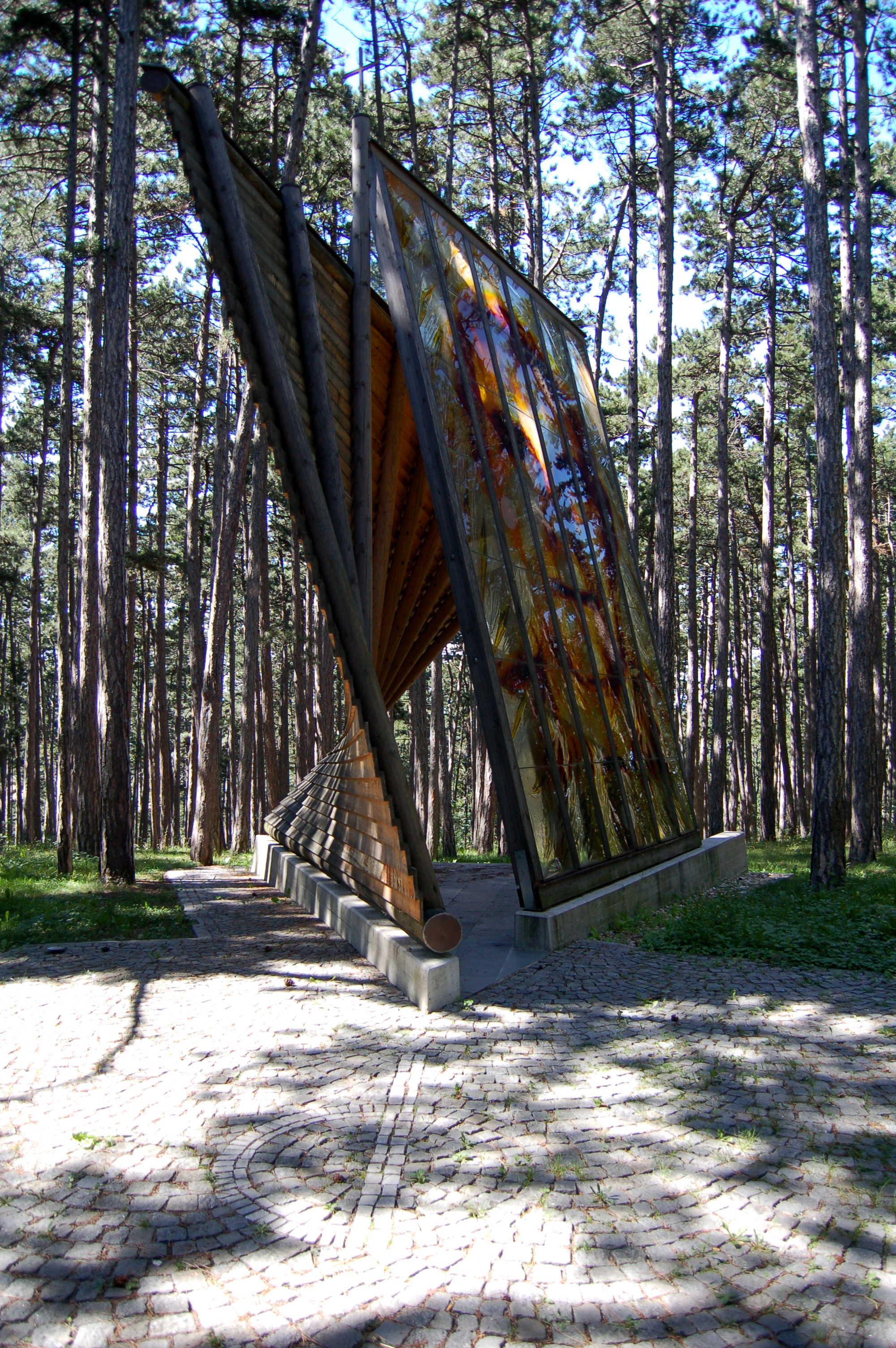
Die Vinzenzkapelle auf dem Hart

- Das Schloss Hernstein, aus einem Meierhof hervorgegangen, wurde im Auftrag von Erzherzog Leopold Ludwig 1856 bis 1880 von Theophil von Hansen zu einer der bedeutendsten Anlagen des Historismus umgebaut. 1965 erfolgte der Umbau zu einem Seminarhotel, das Schloss firmiert unter Hernstein Institut, seit 2013 auch Seminarhotel Schloss Hernstein.
- Katholische Pfarrkirche Grillenberg hl. Margareta
- Katholische Pfarrkirche Hernstein hl. Laurenz
- Pechermuseum (als Pecherei bezeichnet man die Gewinnung von Harz bzw. Pech aus Pflanzen)[3]

## Wirtschaft und Infrastruktur
Da es in der Gemeinde nur wenige Betriebe gibt, pendeln 606 der 742 ansässigen Erwerbstätigen aus.

### Bildung
- NÖ Landeskindergarten Hernstein in Hernstein[6]
- Volksschule Hernstein-Grillenberg in Grillenberg[7]

### Feuerwehr
- Freiwillige Feuerwehr Aigen[8]
- Freiwillige Feuerwehr Grillenberg[9]
- Freiwillige Feuerwehr Hernstein[10]
- Freiwillige Feuerwehr Kleinfeld[11]
- Freiwillige Feuerwehr Neusiedl[12]

### Sport
- SV-Grillenberg[13]
- SV-Hernstein – Tennis Stocksport[14][15]

## Politik

### Gemeinderat
Der Gemeinderat hat 19 Mitglieder.
- Nach den Gemeinderatswahlen in Niederösterreich 1990 hatte der Gemeinderat folgende Verteilung: 15 ÖVP und 4 SPÖ.
- Nach den Gemeinderatswahlen in Niederösterreich 1995 hatte der Gemeinderat folgende Verteilung: 14 ÖVP und 5 SPÖ.[16]
- Nach den Gemeinderatswahlen in Niederösterreich 2000 hatte der Gemeinderat folgende Verteilung: 14 ÖVP und 5 SPÖ.[17]
- Nach den Gemeinderatswahlen in Niederösterreich 2005 hatte der Gemeinderat folgende Verteilung: 14 ÖVP und 5 SPÖ.[18]
- Nach den Gemeinderatswahlen in Niederösterreich 2010 hatte der Gemeinderat folgende Verteilung: 14 ÖVP und 5 SPÖ.[19]
- Nach den Gemeinderatswahlen in Niederösterreich 2015 hatte der Gemeinderat folgende Verteilung: 14 ÖVP, 4 SPÖ und 1 FPÖ.[20]
- Nach den Gemeinderatswahlen in Niederösterreich 2020 hatte der Gemeinderat folgende Verteilung: 15 ÖVP und 4 SPÖ.[21]
- Nach den Gemeinderatswahlen in Niederösterreich 2025 hat der Gemeinderat folgende Verteilung: 13 ÖVP, 4 SPÖ und 2 FPÖ.[22]

### Bürgermeister
- 1945–1950 Johann Penninger (KPÖ)[23]
- 1950–1972 Franz Leitner (ÖVP)
- 1972–1974 Josef Leitner (ÖVP)
- 1974–2000 Leopold Schneidhofer (ÖVP)
- 2000–2020 Leopold Nebel (ÖVP)
- seit 2020 Michaela Schneidhofer (ÖVP)

### Bürgermeister vor Gemeindezusammenlegung
Mit 1. Jänner 1971 wurden die Gemeinden Hernstein, Grillenberg und Kleinfeld zur Gemeinde Hernstein zusammengelegt.
Bürgermeister Gemeinde Grillenberg
- 1965 – 1970 Franz Krenn (ÖVP)
- 1960 – 1965 Johann Schimana
- 1951 – 1960 Johann Brandner
- 1950 – 1951 Franz Schöndorfer
- 1945 – 1950 Karl Groiß
- 1945 – 1945 Josef Szöke (KPÖ)[23]
- 4. März 1849 – ? Werner Singer[24]

Bürgermeister Gemeinde Kleinfeld
- 1960 – 1970 Adolf Steiner
- 1945 – 1960 Johann Lauth
- 1945 – 1945 Franz Lukas (KPÖ)[23]

### Wappen
|  | Blasonierung: In einem durch Deichselschnitt geteilten Schild, oben in Blau zwei gekreuzte goldene Schlüssel, rechts in Grün ein silberner gequaderter auf natürlichem Felsen stehender, mit offenem Tor und schwarzem Fenster versehener zinnenbekrönter Wehrturm, links in Silber eine grüne Föhre mit ebensolchem Stamm, der einen goldenen Harztopf trägt. |

## Persönlichkeiten

### Ehrenbürger der Gemeinde
- Franz Balber († 2016), Vizebürgermeister von Hernstein[26]

### Söhne und Töchter der Gemeinde
- Josef Fux (1841–1904), Genremaler und Bühnenbildner

### Mit der Gemeinde verbundene Persönlichkeiten
- Franz Bueb (1916–1982), Maler, unter anderem Porträtist von Jackie Kennedy[27]
- Veronika A. Grager (* 1948), Schriftstellerin
- Christoph Soukup (* 1980), Mountainbike-Rennfahrer